# Nicolas Cocquelin
Nicolas Cocquelin, né à Courberie vers 1640 en Mayenne, mort en janvier 1693, est un théologien français, chancelier de l'Église et de l'ancienne université de Paris, docteur de Sorbonne, chancelier de l'église de Paris, ancien curé de Saint-Méry et censeur royal.

## Biographie
« C'était, au dire du père René Rapin, un jeune aventurier, qui, ayant quitté le porte-feuille, pour porter les armes contre le Roi dans la guerre de Paris où il ne réussit pas, chercha à faire fortune par la nouvelle doctrine, c’est-à-dire par le jansénisme.. »

Admis à l'hospitalité de la maison de Sorbonne, le 24 décembre 1657, il reçut le titre de docteur le 25 mars 1658, après avoir été obligé de souscrire à la censure d'Antoine Arnauld. Sa réputation de science théologique détermina Michel Le Tellier, alors secrétaire d'État, à le choisir pour diriger les études de son fils Charles-Maurice, futur archevêque de Reims.

L'auteur de L'Espion de Colbert, fait en 1664, un portrait de Cocquelin assez flatteur, lui reconnaît un 

« esprit élevé, beau, net, adroit, de la conduite et du savoir-faire, mais fort peu de bien... »

 Puis il ajoute : 

« Le roi...seroit peut-être touché en sa faveur, s'il avoit la bonté de se souvenir, qu'il a fait ce qu'il a pu pour paraître son zèle pour le service, soit dans les dernières assemblées du clergé, soit dans la Faculté où il a imaginé les propositions qu'elle a présentées à Sa Majesté. »

 Ces 6 propositions, que le docteur Cocquelin avait inspirées, furent l'ébauche des 4 articles de l'assemblée de 1682. À défaut du roi, les Jansénistes se chargèrent de procurer une position plus brillante à leur coreligionnaire.
Henri du Hamel, curé de Saint-Méry, lui résigna sa cure en 1666, et permuta avec lui, 1673, son canonicat de Notre-Dame de Paris pour le prieuré de Saint-Jean de Bois-Roland, au diocèse de Luçon. L'épiscopat de François de Harlay fut pour le docteur Cocquelin l'apogée de sa fortune.
Sur les inspirations de ce prélat, Pierre Loysel, chancelier de l'église et de l'université de Paris, se démit en sa faveur le 27 avril 1679. Dès lors, le nouveau chancelier devint beaucoup plus gallican que janséniste ; aussi l'archevêque eut-il soin de lui réserver la députation de la province de Paris à l'assemblée de 1682 et le fit nommer promoteur avec Nicolas Chéron. Il lui confia même l'administration de Saint-Nicolas-du-Chardonnet, dont le titulaire avait été exilé à l'occasion des 4 articles.
Le chancelier n'osa pas tenter l'aventure.
Il mourut le mardi 20 janvier 1693, et fut inhumé le 22 à Notre-Dame-de-Paris, au côté droit du chœur, vis-à-vis de la chapelle de Saint-Pierre, martyr.

## Publications
1. Ad sacram theologiae Facultatem cancellarii Ecclesiae et Academiae Parisiensis (Nicolai Cocquelin) expostulatio. (S. l., 1686.), in-4 ̊ , 7 p. [4].
2. Interprétation des Psaumes de Davidet des cantiques qui se disent tous les jours de la semaine dans l'office de l'Église, avec le latin à côté, et un Abrégé des vérités et des mystères de la religion chrétienne, Paris, Frédéric Léonard, 1686, in-12 et in-8. Il fut réédité aux XVIIIe siècle et XIXe siècle [5] ;
3. Manuel d'Épictète, avec des réflexions tirées de la morale de l'Évangile, Paris, C. Barbin, 1688, in-12, 556 p., table et privilèges, front. gr[6].
4. Traité de ce qui est dû à une puissance et ds la manière de s'acquitter de ce devoir, pour servir de réponse générale aux égarements du ministre Jurieu, Paris, U. Coustelier, 1690, in-12, 9 ff. non ch., 388 p. et table, front. gravé[7].
5. Oratio percelebris habita X calendas Martii a Cl.. V. D. Cocquelin[8].
6. Recueil de pièces sur la dignité et les droits d'un chancelier de l'université de Paris [9]